# Tim Lemperle
Tim Lemperle (Frankfurt am Main, 5 februari 2002) is een Duits voetballer die doorgaans als centrumspits speelt. Hij doorliep de jeugdopleiding van 1. FC Köln  en maakte in juni 2020 zijn profdebuut in de Bundesliga bij het eerste elftal. Sinds juli 2025 staat hij onder contract bij TSG 1899 Hoffenheim. 

## Clubloopbaan

### Jeugd
Lemperle begon met voetballen bij TuS Makkabi Frankfurt. Op twaalfjarige leeftijd nam hij met die club deel aan een internationaal jeugdtoernooi op het terrein van Wembley. Via de jeugdopleidingen van 1. FSV Mainz 05 en FSV Frankfurt belandde hij in 2017 in de jeugdacademie van 1. FC Köln. Op 22 november 2017 maakte hij als C-junior zijn debuut voor de onder-17 van die club. In de wedstrijd tegen Bayer Leverkusen kwam hij in de 41e minuut als invaller in het veld. Op 15 december 2018 volgde zijn eerste basisplaats in de onder-19. Köln won die uitwedstrijd met 1–3 van Rot-Weiss Essen. In mei 2020 tekende Lemperle op achttienjarige leeftijd zijn eerste profcontract bij 1. FC Köln. In de zomer van 2021 werd hij opgenomen in de selectie van het eerste elftal.

### 1. FC Köln
In de winterstop van het seizoen 2019/20 werd Lemperle als jeugdspeler door trainer Markus Gisdol  meegenomen op trainingskamp in het Spaanse Benidorm. Tijdens een oefenwedstrijd tegen het Belgische RSC Charleroi scoorde hij het enige doelpunt namens 1. FC Köln, dat de wedstrijd met 2–1 verloor. Op 27 juni 2020 debuteerde hij als A-junior in het betaald voetbal. In de met 6–1 verloren uitwedstrijd tegen Werder Bremen in de Bundesliga verving hij in de 75e minuut Ismail Jakobs.
In het seizoen 2020/21 maakte Lemperle de overstap naar de senioren en kwam hij onder trainer Mark Zimmermann uit voor het tweede elftal van 1. FC Köln in de Regionalliga West. Op 16 september 2020 maakte hij zijn basisdebuut in de uitwedstrijd tegen Rot Weiss Ahlen. Enkele weken later, op 3 oktober, scoorde hij zijn eerste doelpunt bij de senioren. In de met 1–0 gewonnen thuiswedstrijd tegen Preußen Münster maakte hij in de 33e minuut het enige doelpunt van de wedstrijd. In zijn eerste seizoen kwam hij tot 27 basisplaatsen bij het tweede elftal. Zijn speeltijd bij het eerste elftal bleef dat seizoen beperkt tot 13 minuten, in de uitwedstrijd tegen VSG Altglienicke in de eerste ronde van de DFB-Pokal.
In het seizoen 2021/22 kreeg Lemperle onder de nieuwe hoofdtrainer Steffen Baumgart meer speelminuten. Hij kwam dat seizoen tot dertien invalbeurten in de Bundesliga. Op 28 augustus 2021 maakte hij zijn eerste doelpunt in het betaald voetbal, tijdens een met 2–1 gewonnen thuiswedstrijd tegen VfL Bochum. Vlak voor het einde van de wedstrijd bracht hij 1. FC Köln op een 2–0 voorsprong, na een voorzet van Tomás Ostrák. Later dat seizoen volgde zijn tweede competitietreffer, in een duel met RB Leipzig.
In het daaropvolgende seizoen 2022/23 kende Lemperle een lange blessureperiode. Op 28 september 2022 maakte hij zijn Europese debuut in de groepsfase van de Conference League. In de met 1–1 gelijkgespeelde uitwedstrijd tegen OGC Nice verving hij in de 85e minuut Dejan Ljubičić. De wedstrijd werd overschaduwd door ongeregeldheden op de tribunes. Tijdens de winterstop verlengde Lemperle zijn contract bij 1. FC Köln tot medio 2025. In de zomer van 2023 werd hij verhuurd aan Greuther Fürth om daar meer speeltijd op te doen.
Tijdens zijn verhuurperiode aan de Zuid-Duitse club degradeerde 1. FC Köln naar de 2. Bundesliga. Na zijn terugkeer werd Lemperle in het seizoen 2024/25 onder de nieuwe hoofdtrainer Gerhard Struber een vaste waarde in de basiself. Hij beloonde het vertrouwen met een sterke seizoensstart: in de eerste vijftien wedstrijden scoorde hij acht keer en gaf hij vier assists. Op 8 december liep hij in de met 0–1 gewonnen uitwedstrijd tegen SSV Jahn Regensburg een hamstringblessure op, kort nadat hij het enige doelpunt van de wedstrijd had gemaakt. Hierdoor was hij langere tijd uitgeschakeld. Tijdens zijn revalidatie werd bekend dat hij aan het einde van het seizoen transfervrij zou overstappen naar TSG 1899 Hoffenheim. Köln sloot het seizoen af als koploper en keerde daarmee na één jaar afwezigheid terug in de Bundesliga.

#### Verhuur aan Greuther Fürth
Voor het seizoen 2023/24 werd Lemperle verhuurd aan Greuther Fürth, de club uit de Beierse stad Fürth. Op 30 juli 2023 maakte hij onder trainer Alexander Zorniger zijn basisdebuut tijdens de openingswedstrijd van de competitie tegen SC Paderborn. In het Sportpark Ronhof opende hij in de 43e minuut met een kopbal de score in het met 5–0 gewonnen thuisduel. Gedurende het seizoen bleef hij een vaste waarde in de basis en kwam hij tot 31 competitiewedstrijden. Met Fürth eindigde hij op de achtste plaats, waarna hij aan het einde van het seizoen terugkeerde bij 1. FC Köln.

### TSG 1899 Hoffenheim
In januari 2025 werd bekend dat hij een meerjarig contract had getekend bij TSG 1899 Hoffenheim. In de zomer van dat jaar maakte hij vervolgens de overstap naar de Bundesliga-club.

## Clubstatistieken
| Seizoen                     | Club                | Competitie        | Competitie | Competitie | Beker | Beker | Internationaal | Internationaal | Overig | Overig | Totaal | Totaal |
| Seizoen                     | Club                | Competitie        | Wed.       | Dlp.       | Wed.  | Dlp.  | Wed.           | Dlp.           | Wed.   | Dlp.   | Wed.   | Dlp.   |
| --------------------------- | ------------------- | ----------------- | ---------- | ---------- | ----- | ----- | -------------- | -------------- | ------ | ------ | ------ | ------ |
| 2019/20                     | 1. FC Köln          | Bundesliga        | 1*         | 0          | –     | –     | –              | –              | –      | –      | 1      | 0      |
| 2020/21                     | 1. FC Köln II       | Regionalliga West | 27         | 10         | –     | –     | –              | –              | –      | –      | 27     | 10     |
| 2020/21                     | 1. FC Köln          | Bundesliga        | 1          | 0          | –     | –     | –              | –              | –      | –      | 1      | 0      |
| 2021/22                     | 1. FC Köln          | Bundesliga        | 13         | 2          | 2     | 0     | –              | –              | 7      | 2      | 22     | 4      |
| 2022/23                     | 1. FC Köln          | Bundesliga        | 12         | 0          | 1     | 0     | 1              | 0              | 7      | 4      | 21     | 4      |
| 2023/24                     | → Greuther Fürth    | 2. Bundesliga     | 32         | 6          | 2     | 0     | –              | –              | –      | –      | 34     | 6      |
| 2024/25                     | 1. FC Köln          | 2. Bundesliga     | 25         | 10         | 3     | 1     | –              | –              | –      | –      | 28     | 11     |
| 2025/26                     | TSG 1899 Hoffenheim | Bundesliga        | 0          | 0          | 0     | 0     | 0              | 0              | 0      | 0      | 0      | 0      |
| Carrière totaal             | Carrière totaal     | Carrière totaal   | 111        | 28         | 8     | 1     | 1              | 0              | 14 **  | 6      | 134    | 35     |
| Bijgewerkt tot 20 juli 2025 |                     |                   |            |            |       |       |                |                |        |        |        |        |

* In het seizoen 2019/20 speelde Lemperle als A-junior een wedstrijd mee met het eerste elftal van 1. FC Köln;
** In de seizoenen 2021/22 en 2022/23 kwam hij, naast zijn optredens in het eerste elftal, ook regelmatig (14x) in actie voor het tweede elftal van 1. FC Köln.

## Interlandloopbaan
Lemperle kwam uit voor verschillende Duitse jeugdelftallen, maar nam niet deel aan een eindtoernooi. In totaal speelde hij 25 jeugdinterlands en scoorde daarin vier keer. Tijdens zijn jeugdinterlandcarrière speelde hij onder meer samen met spelers als Malik Tillman, Luca Netz, Nicolò Tresoldi en Nick Woltemade. 

### Duitse jeugdelftallen
Op 7 september 2018 maakte Lemperle onder bondscoach Michael Feichtenbeiner zijn debuut in Duitsland –17 tijdens een oefeninterland tegen Nederland –17. In het met 2–2 gelijkgespeelde thuisduel viel hij in de rust in. Twee maanden later, op 14 november, scoorde hij in Dublin zijn eerste interlanddoelpunt tijdens een oefenwedstrijd tegen Ierland in het Tallaght Stadium. In de vierde minuut bracht hij Duitsland op voorsprong in het met 4–1 gewonnen duel.

#### Onder-21
In aanloop naar het Europees kampioenschap 2023 in 2023, dat plaatsvond in Roemenië en Georgië, speelde Lemperle mee in twee kwalificatieduels met Duitsland –21. Hij kwam in het veld tijdens de wedstrijden tegen Hongarije en Polen. De ploeg van bondscoach Antonio Di Salvo plaatste zich met een voorsprong van acht punten op nummer twee Israël overtuigend voor het eindtoernooi. Lemperle werd echter niet geselecteerd voor het toernooi zelf. Duitsland werd in de groepsfase uitgeschakeld.
In aanloop naar het Europees kampioenschap 2025 kwam Lemperle in actie tijdens zeven van de tien kwalificatiewedstrijden. Duitsland bleef in deze campagne ongeslagen en plaatste zich voor het eindtoernooi in Slowakije. Lemperle maakte echter geen deel uit van de definitieve EK-selectie van bondscoach Antonio Di Salvo. Duitsland reikte tot de finale, waarin het na verlenging met 1–2 verloor van Engeland.
| Jeugdinterlands van Tim Lemperle voor Duitsland () | Jeugdinterlands van Tim Lemperle voor Duitsland () | Jeugdinterlands van Tim Lemperle voor Duitsland () | Jeugdinterlands van Tim Lemperle voor Duitsland () | Jeugdinterlands van Tim Lemperle voor Duitsland () | Jeugdinterlands van Tim Lemperle voor Duitsland () |
| №                                                  | Datum                                              | Wedstrijd                                          | Uitslag                                            | Soort Wedstrijd                                    | Doelpunten                                         |
| Als speler bij Duitsland –17                       | Als speler bij Duitsland –17                       | Als speler bij Duitsland –17                       | Als speler bij Duitsland –17                       | Als speler bij Duitsland –17                       | Als speler bij Duitsland –17                       |
| -------------------------------------------------- | -------------------------------------------------- | -------------------------------------------------- | -------------------------------------------------- | -------------------------------------------------- | -------------------------------------------------- |
| 1.                                                 | 7 september 2018                                   | Duitsland – Nederland                              | 2 – 2                                              | Vriendschappelijk                                  |                                                    |
| 2.                                                 | 9 september 2018                                   | Duitsland – Israël                                 | 2 – 0                                              | Vriendschappelijk                                  |                                                    |
| 3.                                                 | 13 oktober 2018                                    | Duitsland – Denemarken                             | 1 – 1                                              | Vriendschappelijk                                  |                                                    |
| 4.                                                 | 15 oktober 2018                                    | Duitsland – Denemarken                             | 2 – 1                                              | Vriendschappelijk                                  |                                                    |
| 5.                                                 | 11 november 2018                                   | Engeland – Duitsland                               | 2 – 2                                              | Vriendschappelijk                                  |                                                    |
| 6.                                                 | 14 november 2018                                   | Ierland – Duitsland                                | 1 – 4                                              | Vriendschappelijk                                  | Goal                                               |
| 7.                                                 | 10 februari 2019                                   | Spanje – Duitsland                                 | 1 – 0                                              | Vriendschappelijk                                  |                                                    |
| 8.                                                 | 12 februari 2019                                   | Duitsland – Nederland                              | 1 – 3                                              | Vriendschappelijk                                  |                                                    |
| Als speler bij Duitsland –18                       |                                                    |                                                    |                                                    |                                                    |                                                    |
| 1.                                                 | 10 december 2019                                   | Servië – Duitsland                                 | 2 – 1                                              | Vriendschappelijk                                  |                                                    |
| 2.                                                 | 12 december 2019                                   | Duitsland – Israël                                 | 3 – 2                                              | Vriendschappelijk                                  |                                                    |
| Als speler bij Duitsland –19                       |                                                    |                                                    |                                                    |                                                    |                                                    |
| 1.                                                 | 3 september 2020                                   | Polen – Duitsland                                  | 1 – 1                                              | Vriendschappelijk                                  |                                                    |
| 2.                                                 | 8 september 2020                                   | België – Duitsland                                 | 1 – 0                                              | Vriendschappelijk                                  |                                                    |
| Als speler bij Duitsland –20                       |                                                    |                                                    |                                                    |                                                    |                                                    |
| 1.                                                 | 2 september 2021                                   | Tsjechië – Duitsland                               | 0 – 2                                              | Vriendschappelijk                                  |                                                    |
| 2.                                                 | 11 november 2021                                   | Frankrijk – Duitsland                              | 2 – 3                                              | Vriendschappelijk                                  |                                                    |
| 3.                                                 | 15 november 2021                                   | Portugal – Duitsland                               | 1 – 1                                              | Vriendschappelijk                                  | Goal                                               |
| Als speler bij Duitsland –21                       |                                                    |                                                    |                                                    |                                                    |                                                    |
| 1.                                                 | 3 juni 2022                                        | Duitsland – Hongarije                              | 4 – 0                                              | EK-kwalificatie 2023                               |                                                    |
| 2.                                                 | 7 juni 2022                                        | Polen – Duitsland                                  | 1 – 2                                              | EK-kwalificatie 2023                               |                                                    |
| 3.                                                 | 8 september 2023                                   | Duitsland – Oekraïne                               | 2 – 0                                              | Vriendschappelijk                                  | Goal                                               |
| 4.                                                 | 12 september 2023                                  | Kosovo – Duitsland                                 | 0 – 3                                              | EK-kwalificatie 2025                               |                                                    |
| 5.                                                 | 13 oktober 2023                                    | Bulgarije – Duitsland                              | 2 – 3                                              | EK-kwalificatie 2025                               |                                                    |
| 6.                                                 | 17 november 2023                                   | Duitsland – Estland                                | 4 – 1                                              | EK-kwalificatie 2025                               |                                                    |
| 7.                                                 | 17 november 2023                                   | Duitsland – Polen                                  | 3 – 1                                              | EK-kwalificatie 2025                               |                                                    |
| 8.                                                 | 10 september 2024                                  | Estland – Duitsland                                | 1 – 10                                             | EK-kwalificatie 2025                               | Goal                                               |
| 9.                                                 | 11 oktober 2024                                    | Duitsland – Bulgarije                              | 2 – 1                                              | EK-kwalificatie 2025                               |                                                    |
| 10.                                                | 15 oktober 2024                                    | Polen – Duitsland                                  | 3 – 3                                              | EK-kwalificatie 2025                               |                                                    |
| Bijgewerkt tot 14 maart 2025                       |                                                    |                                                    |                                                    |                                                    |                                                    |

## Erelijst
| Kampioen 2. Bundesliga | 1x | 2024/25 |